# Mimic 3: Sentinel
Mimic 3: Sentinel ist nach Mimic (1997) und Mimic 2 (2001) der dritte Teil einer US-amerikanischen Horrorfilmreihe und wurde im Jahr 2003 auf DVD veröffentlicht. Alle drei Teile basieren auf Donald A. Wollheims Kurzgeschichte Mimic. In Anlehnung an Hitchcocks Klassiker Das Fenster zum Hof werden im dritten Teil die Beobachtungen eines gehandicapten Hinterhofbewohners durch sein Objektiv zum Dreh- und Angelpunkt der Geschichte.

## Handlung
Der Asthmatiker Marvin Montrose lebt mit seiner Schwester und seiner Mutter im Seitenflügel eines Mehrfamilienhauses. Sein Aktionsradius ist krankheitsbedingt zumeist auf sein Zimmer beschränkt. Die Zeit vertreibt er sich, indem er die Nachbarn durch sein Kameraobjektiv beobachtet und ihr Leben dokumentiert.
Seltsame Vorgänge auf dem Hof wecken eines Tages Marvins detektivisches Interesse. Der Müllmann von Gegenüber scheint in irgendwelche Machenschaften, eventuell sogar Tötungsdelikte verstrickt zu sein. Ein Dealer und ein 7-jähriger Junge sind bereits spurlos verschwunden. Marvin weiht seine Schwester Rosy und deren Freundin Carmen in seine Überlegungen ein. Ambitioniert beginnen die beiden Mädchen eigene Ermittlungen anzustellen, werden aber dummerweise vom Müllmann dabei ertappt, als sie seine Wohnung durchsuchen. Carmen und Rosy geben aber wegen dieses Missgeschicks nicht auf. Eines Abends belauschen sie nach Einbruch der Dunkelheit vier Männer auf dem Hof, unter ihnen auch der Müllmann. Das Objekt in einer durchsichtigen Plastiktüte ist Gesprächsthema. Ausreichende Kühlung sei erforderlich, heißt es. Dann nähert sich ihnen von hinten eine dunkle Gestalt. Sie trampelt erst über Rosy hinweg, dann fällt das insektenartige mannshohe Wesen über die Männer her und metzelt sie nieder. Marvin verfolgt das Geschehen von seinem Fenster aus. Nur der Müllmann kann sich ins Auto retten, mit dem die Männer kamen. Das Rieseninsekt lässt von ihm ab, als er eine lebende Taube aus dem Fenster heraus freilässt.
Danach widmet sich der Müllmann Carmen und Rosy, die noch immer geschockt auf dem Hof weilen. Die unbrauchbare, verletzte Rosy legt er in den Kofferraum des Wagens, Carmen nimmt er mit hinauf in Marvins Wohnung. Sie soll ihm assistieren, d. h. die Tüte tragen. Marvin ruft indes die Polizei. Er ist sich sicher, zwei Exemplare der Judaszüchtung (eine Kreuzung aus Termite und Gottesanbeterin) durch sein Objektiv erkannt zu haben. Ein Sachbuch zu diesem Thema sah der Zuschauer zuvor in seinem Zimmer.
Die Taube hat die mordlustigen Insekten nur kurz abgelenkt. Schon nehmen sie die Spur zum Judasei (ein fruchtbares Männchen und als solches besonders wertvoll) wieder auf, das Carmen in der besagten Plastiktüte auf des Müllmanns Geheiß ins Haus trägt. Da die Tüte ein Loch hat, tropft eine Flüssigkeit auf den Boden. Mindestens eines der Insekten folgt unbemerkt dieser Fährte. Von Marvins Wohnung aus verständigt nun auch der Müllmann den Katastrophenschutz. Die Tiere sollen sich wohl unter der Stadt ausgebreitet haben, mutmaßt er. Trotzdem weigert er sich das Judasei, aus dem eine neue Kolonie dieser gefährlichen Spezies entstehen kann, zu vernichten. Bevor er mit dem Ei, das ihm ein Vermögen einbringen soll, verschwinden kann, metzeln ihn die Insekten mit ihren säbelartigen Extremitäten nieder. Marvin kann das Ei in einem kurzen Moment der Ruhe an sich nehmen und zerstört es, indem er es im heißen Backofen zusammen mit einigen seiner Sauerstoffflaschen zur Explosion zu bringt. Er selbst schützt sich, indem er sich im kurzerhand ausgeräumten Kühlschrank versteckt. Marvin, Rosy und Carmen überleben das Massaker; die eintreffenden Sicherheitskräfte bringen die drei in Sicherheit.

## Kritik
„Lahmer Tierhorrorfilm über mutierte Küchenschaben mit einem Touch ‚Das Fenster zum Hof‘.“

## Auszeichnungen
Die Produktion war 2003 in drei Kategorien bei den DVD Exclusive Awards nominiert.